# 宮越郷平
宮越 郷平（みやこし きょうへい、1928年4月25日 - 2013年6月23日）は、日本の作家。秋田県出身。本名、道晃（どうこう）。

## 来歴・人物
1928年（昭和3年）、西仙北町刈和野（現：大仙市）生まれ。秋田中学校（現：秋田県立秋田高等学校）、1948年（昭和23年）駒澤大学予科卒業。同年駒澤大学国文科中退。舞台芸術学院修了後、舞台座に入団。その後、小学校教員を経て角館南高校教諭、県教育庁社会教育課長、県生涯学習センター所長。秋田県コミュニティ・カレッジ学長を経て、秋田県社会教育委員連絡協議会長を歴任。
1955年（昭和30年）から1966年まで魁新年文芸に「ある挿話」など入選8回。その間、中編小説に「夜ぶりの頃」が第一席、「河岸段丘」が『家の光』連載小説で佳作。文芸秋田、角館文学の同人として「河の村」「冬の虹」「黒い花火」ラジオ小説「湖のほとり」などを発表。
1991年（平成3年）「小説・秋田屋伝蔵」で第8回さきがけ文学賞選奨、1994年小説「幻氷の岬」で第11回秋田市文化選奨、1995年「冬の航跡」で第12回さきがけ文学賞受賞。2004年秋田市文化章、2007年「木漏れ月」で秋田県芸術選奨を受賞。
ほか著書に「蜻蛉の川」「白木蓮」「さくら坂」など多数。
2013年6月23日、慢性呼吸不全のため死去。

## 作品
- 『秋色燃ゆ　画家一木弴のこと』アキタパーク美術館 1993.1
- 『心眼の画家　菊池良爾』アキタパーク美術館 1993.7
- 『幻氷の岬 アイヌ語通辞・秋田屋伝蔵 小説』無明舎出版 1993.10[8]
- 『東海林太郎―不滅のアリア』 (あきたさきがけブック―音楽シリーズ No.11)秋田魁新報社 1994.1（阿仁前田小作争議）
- 『石田玲水 : 和顔愛語の生涯』アキタパーク美術館 1995.5
- 『白い絵 : 短編集』アキタパーク美術館 1995.6
- 『長瀬 直諒 : その出逢った人々』アキタパーク美術館 1996.10
- 『冬の航跡』秋田魁新報社 1997.6
- 『蜻蛉の川 : 亀田藩お田の方』秋田魁新報社 1998.7
- 『戊辰挽歌』カッパンプラン 1999.10
- 『蜻蛉の川』秋田魁新報社 2000.2
- 『心・魂・情・念のうねり : 劇作家野口達二』演劇出版社 2001.2[9]
- 『白木蓮』文芸秋田社 2001.7
- 『さくら坂 : 短編集』文芸秋田社 2004.7
- 『刈和野あの頃』宮越郷平 2004.10
- 『千秋の鐘ものがたり』あきたさきがけブックno.36「歴史物語」シリーズ1秋田魁新報社 2006.3
- 『木洩れ月』無明舎出版 2006.10
- 『曠野夢幻』秋田魁新報社 2008.12（題材:満州開拓移民）[10]
- 『続・曠野夢幻』秋田魁新報社 2010.6[11][12]
- 『トトトツート』無明舎出版 2011.7

## 受賞
- 1991年:第8回さきがけ文学賞選奨「小説・秋田屋伝蔵」
- 1994年:第11回秋田市文化選奨（文芸）「幻氷の岬」[13]
- 1995年:第12回さきがけ文学賞「冬の航跡」
- 2004年:秋田市文化章（文芸）[14][15]
- 2007年:秋田県芸術選奨「木漏れ月」